# 小澤海斗
小澤 海斗（おざわ かいと、1993年4月27日 - ）は、日本の男性キックボクサー。福島県会津若松市出身。TEAM KK所属。第2代Krushフェザー級王者。

## 来歴
6歳で空手をはじめ、全日本空手道選手権大会で優勝。会津若松市立第三中学ではバスケットボール部に所属、ポジションはチームの司令塔ポイントガードで、第38回全国中学校バスケットボール大会で決勝トーナメント出場を果たしている。
18歳からボクシングをはじめ、短期間（3ヶ月）でアマチュアボクシング福島大会優勝、東北大会3位の成績を収める。
上京後、幼少期に空手の指導を受けたことがあった小比類巻貴之の主宰するジム、小比類巻道場に入門。
2014年6月12日、Krush.42でプロデビュー。伊藤健人と対戦し、引き分け。
2015年12月4日、Krush.61で -58kg WILDRUSH League 2015 優勝。

### Krush王座獲得
2016年2月5日、Krush -58kg王座決定戦で神戸翔太と対戦し、2-0で判定勝利。第2代Krush -58kg王座を獲得。
2016年6月24日、K-1 WORLD GP 2016 IN JAPAN～-65kg世界最強決定トーナメント～でK-1 WORLD GP -55kg王者の武尊と57kg契約で対戦し、判定負け。
2016年8月20日、Krush -58kg王座の防衛戦で大岩龍矢と対戦し、延長戦の末3-0で判定勝利。王座の初防衛に成功。
2016年11月3日、 K-1 WORLD GP 初代フェザー級（-57.5kg）王座決定トーナメントに出場。1回戦でオーストラリアのジョシュ・トナーに左飛びヒザ蹴りでKO勝ち。準決勝でフランスのエリアス・マムーディに判定勝ち。決勝戦で武尊と再戦になるが、判定負けを喫し王座獲得に失敗した
2017年3月3日、Krush -58kg王座の防衛戦でユン・チーと対戦し、2-0で判定勝利。2度目の王座防衛に成功。
2017年10月1日、Krush -58kg王座の防衛戦で西京春馬と対戦し、判定負け。3度目の王座防衛に失敗した。
2018年6月17日、K-1 WORLD GP 第2代フェザー級王座決定トーナメントに出場。1回戦でジョージ・バレラと対戦し、2ダウンでKO負けを喫した。
2018年9月24日、K-1 WORLD GP 2018 JAPAN ～初代クルーザー級王座決定トーナメント～で芦澤竜誠と対戦し1Rに2度のダウンを奪われ、3-0の判定負けを喫した。
2020年3月22日、K-1 WORLD GP 2020 JAPAN ～K'FESTA.3～でジャオスアヤイ・アユタヤファイトジムと対戦。1Rにダウンを奪われるも奪い返す、しかし2Rに2度ダウンを奪われ唇の裂傷のためドクターストップとなりTKO負けを喫した。
2021年3月21日、K-1 WORLD GP 2021 JAPAN ～K'FESTA.4 DAY1～で篠塚辰樹と対戦し、1Rと2Rに小澤のローブローで合計3度試合が中断され、延長1R1-2の判定で敗れた。

## 戦績

### プロキックボクシング
| キックボクシング 戦績 | キックボクシング 戦績 | キックボクシング 戦績 | キックボクシング 戦績 | キックボクシング 戦績 | キックボクシング 戦績 | キックボクシング 戦績 |
| --------------------- | --------------------- | --------------------- | --------------------- | --------------------- | --------------------- | --------------------- |
| 27 試合               | (T)KO                 | 判定                  | その他                | 引き分け              | 無効試合              |                       |
| 15 勝                 | 7                     | 8                     | 0                     | 2                     | 0                     |                       |
| 10 敗                 | 2                     | 8                     | 0                     | 2                     | 0                     |                       |

| 勝敗 | 対戦相手                             | 試合結果                        | 大会名 | 開催年月日     |
| ×    | 玖村修平                             | 3R終了 判定0-3                  | K-1 WORLD GP 2022 JAPAN ～第3代スーパー・バンタム級王座決定トーナメント～                                                 | 2022年2月27日  |
| ○    | 國枝悠太                             | 3R終了 判定3-0                  | K-1 WORLD GP 2021 JAPAN ～よこはまつり～                                                                                  | 2021年9月20日  |
| ×    | 篠塚辰樹                             | 3R+延長1R 判定1-2               | K-1 WORLD GP 2021 JAPAN ～K'FESTA.4 DAY1～                                                                                | 2021年3月21日  |
| ×    | ジャオスアヤイ・アユタヤファイトジム | 3R 0:00 TKO（ドクターストップ） | K-1 WORLD GP 2020 JAPAN ～K'FESTA.3～                                                                                     | 2020年3月22日  |
| ○    | 鷹大                                 | 3R終了 判定3-0                  | K-1 WORLD GP 2019 JAPAN ～K-1スーパー・バンタム級世界最強決定トーナメント～                                               | 2019年6月30日  |
| ○    | 覇家斗                               | 3R+延長1R終了 判定3-0           | K-1 WORLD GP 2019 JAPAN ～K'FESTA.2～                                                                                     | 2019年3月10日  |
| ×    | 芦澤竜誠                             | 3R終了 判定0-3                  | K-1 WORLD GP 2018 JAPAN ～初代クルーザー級王座決定トーナメント～                                                          | 2018年9月24日  |
| ×    | ジョージ・バレラ                     | 1R 2:57 KO（2ダウン）           | K-1 WORLD GP 2018 JAPAN ～第2代フェザー級王座決定トーナメント～ 【K-1 WORLD GP 第2代フェザー級王座決定トーナメント1回戦】 | 2018年6月17日  |
| ○    | 里見柚己                             | 1R 0:49 KO                      | Krush.85 | 2018年2月12日  |
| ×    | 西京春馬                             | 3R終了 判定0-3                  | Krush.81 【Krush -58kgタイトルマッチ】                                                                                    | 2017年10月1日  |
| ×    | 西京春馬                             | 3R終了 判定0-3                  | K-1 WORLD GP 2017 JAPAN～第2代スーパー・ウェルター級王座決定トーナメント～                                                | 2017年6月18日  |
| ○    | ユン・チー                           | 3R終了 判定3-0                  | Krush.74 【Krush -58kgタイトルマッチ】                                                                                    | 2017年3月3日   |
| ×    | 武尊                                 | 3R終了 判定0-3                  | K-1 WORLD GP 2016 JAPAN～初代フェザー級王座決定トーナメント～ 【K-1 WORLD GP 初代フェザー級王座決定トーナメント決勝戦】   | 2016年11月3日  |
| ○    | エリアス・マムーディ                 | 3R終了 判定3-0                  | K-1 WORLD GP 2016 JAPAN～初代フェザー級王座決定トーナメント～ 【K-1 WORLD GP 初代フェザー級王座決定トーナメント準決勝】   | 2016年11月3日  |
| ○    | ジョシュ・トナー                     | 1R 0:57 KO                      | K-1 WORLD GP 2016 JAPAN～初代フェザー級王座決定トーナメント～ 【K-1 WORLD GP 初代フェザー級王座決定トーナメント1回戦】    | 2016年11月3日  |
| ○    | 大岩龍矢                             | 3R+延長1R終了 判定3-0           | Krush.68 ～in NAGOYA～ 【Krush -58kgタイトルマッチ】                                                                      | 2016年8月20日  |
| ×    | 武尊                                 | 3R終了 判定0-3                  | K-1 WORLD GP 2016 IN JAPAN～-65kg世界最強決定トーナメント～                                                               | 2016年6月24日  |
| ○    | 神戸翔太                             | 3R終了 判定2-0                  | Krush.63 【Krush -58kg王座決定戦】                                                                                        | 2016年2月5日   |
| △    | 伊藤健人                             | 3R終了 判定1-1                  | Krush.61 【Krush -58kg WILDRUSH League 2015公式戦 】                                                                      | 2015年12月4日  |
| ×    | 朝久裕貴                             | 3R終了 判定0-2                  | Krush.59 【Krush -58kg WILDRUSH League 2015公式戦 】                                                                      | 2015年10月4日  |
| ○    | 林京平                               | 1R 1:48 KO                      | Krush.56 【Krush -58kg WILDRUSH League 2015公式戦 】                                                                      | 2015年8月14日  |
| ○    | 翔也                                 | 3R 0:40 KO                      | Krush.54 【Krush -58kg WILDRUSH League 2015公式戦 】                                                                      | 2015年5月4日   |
| ○    | 藤橋光                               | 3R終了 判定3-0                  | Krush.52 【Krush -58kg WILDRUSH League 2015公式戦 】                                                                      | 2015年3月14日  |
| ○    | リョウタ                             | 2R 0:36 KO                      | Krush.48 in SENDAI | 2014年12月21日 |
| ○    | 伊藤健人                             | 2R 1:52 KO                      | K-1 WORLD GP 2014 ～－65kg初代王座決定トーナメント～                                                                      | 2014年11月3日  |
| ○    | 山川昌志                             | 1R 2:30 KO                      | Krush-EX 2014 vol.5 | 2014年9月15日  |
| △    | 伊藤健人                             | 3R終了 判定0-1                  | Krush.42 | 2014年6月12日  |

## 獲得タイトル
- アマチュアボクシング
  - アマチュアボクシング福島大会 優勝
  - アマチュアボクシング東北大会 3位
- キックボクシング
  - Krush -58kg WILDRUSH League 2015 優勝
  - 第2代Krush -58kg王座（防衛2度）

## 人物
- 小学校から高校までバスケを続けていた。中学時代に全国大会に出場した経験もある。バスケ選手で一番好きなプレーヤーはアレン・アイバーソン[4]。
- 最も尊敬するファイターは山本KID徳郁[5]。